# Indian Wells Open 2015
L'Indian Wells Open 2015, noto come BNP Paribas Open per motivi di sponsorizzazione, è stato un torneo di tennis giocato su campi in cemento. È stata la 42ª edizione dell'Indian Wells Open  e faceva parte della categoria ATP World Tour Masters 1000 nell'ambito dell'ATP World Tour 2015. È stata la 27ª edizione del torneo femminile e faceva parte della categoria Premier Mandatory nell'ambito del WTA Tour 2015. Sia il torneo maschile che quello femminile si sono tenuti all'Indian Wells Tennis Garden di Indian Wells, negli Stati Uniti, dal 9 al 22 marzo 2015.
Il torneo ha visto il rientro, dopo quattordici anni, della numero uno al mondo Serena Williams, tornata per la prima volta a Indian Wells dopo il boicottaggio iniziato a causa del comportamento del pubblico durante l'edizione del 2001.

## Partecipanti ATP

### Teste di serie
| Nazionalità | Giocatore              | Ranking* | Testa di serie |
| ----------- | ---------------------- | -------- | -------------- |
| Serbia      | Novak Đoković          | 1        | 1              |
| Svizzera    | Roger Federer          | 2        | 2              |
| Spagna      | Rafael Nadal           | 3        | 3              |
| Giappone    | Kei Nishikori          | 4        | 4              |
| Regno Unito | Andy Murray            | 5        | 5              |
| Canada      | Milos Raonic           | 6        | 6              |
| Svizzera    | Stan Wawrinka          | 7        | 7              |
| Spagna      | David Ferrer           | 8        | 8              |
| Rep. Ceca   | Tomáš Berdych          | 9        | 9              |
| Croazia     | Marin Čilić            | 10       | 10             |
| Bulgaria    | Grigor Dimitrov        | 11       | 11             |
| Spagna      | Feliciano López        | 12       | 12             |
| Francia     | Jo-Wilfried Tsonga     | 13       | 13             |
| Francia     | Gilles Simon           | 14       | 14             |
| Lettonia    | Ernests Gulbis         | 15       | 15             |
| Spagna      | Roberto Bautista Agut  | 16       | 16             |
| Sudafrica   | Kevin Anderson         | 17       | 17             |
| Spagna      | Tommy Robredo          | 18       | 18             |
| Francia     | Gaël Monfils           | 19       | 19             |
| Stati Uniti | John Isner             | 20       | 20             |
| Belgio      | David Goffin           | 21       | 21             |
| Italia      | Fabio Fognini          | 22       | 22             |
| Uruguay     | Pablo Cuevas           | 23       | 23             |
| Croazia     | Ivo Karlović           | 24       | 24             |
| Francia     | Richard Gasquet        | 25       | 25             |
| Spagna      | Guillermo García López | 26       | 26             |
| Francia     | Julien Benneteau       | 27       | 27             |
| Germania    | Philipp Kohlschreiber  | 28       | 28             |
| Argentina   | Leonardo Mayer         | 29       | 29             |
| Spagna      | Fernando Verdasco      | 30       | 30             |
| Rep. Ceca   | Lukáš Rosol            | 31       | 31             |
| Colombia    | Santiago Giraldo       | 32       | 32             |

* Ranking al 2 marzo 2015.

### Altri partecipanti
I seguenti giocatori hanno ricevuto una wild-card per il tabellone principale:
- Thanasi Kokkinakis
- Austin Krajicek
- Denis Kudla
- Ryan Harrison
- Tim Smyczek

I seguenti giocatori sono entrati nel tabellone principale passando dalle qualificazioni:

- Michael Berrer
- Alex Bolt
- Borna Ćorić
- Frank Dancevic
- Thiemo de Bakker
- James Duckworth
- Victor Hănescu
- Filip Krajinović
- Jürgen Melzer
- Dennis Novikov
- Édouard Roger-Vasselin
- Miša Zverev

I seguenti giocatori sono entrati nel tabellone principale come Lucky loser:
- Daniel Gimeno Traver

## Partecipanti WTA

### Teste di serie
| Nazionalità | Giocatrici                 | Ranking | Testa di serie* |
| ----------- | -------------------------- | ------- | --------------- |
| Stati Uniti | Serena Williams            | 1       | 1               |
| Russia      | Marija Šarapova            | 2       | 2               |
| Romania     | Simona Halep               | 3       | 3               |
| Danimarca   | Caroline Wozniacki         | 5       | 4               |
| Serbia      | Ana Ivanović               | 6       | 5               |
| Canada      | Eugenie Bouchard           | 7       | 6               |
| Polonia     | Agnieszka Radwańska        | 8       | 7               |
| Russia      | Ekaterina Makarova         | 9       | 8               |
| Germania    | Andrea Petković            | 10      | 9               |
| Rep. Ceca   | Lucie Šafářová             | 11      | 10              |
| Italia      | Sara Errani                | 12      | 11              |
| Spagna      | Carla Suárez Navarro       | 13      | 12              |
| Germania    | Angelique Kerber           | 14      | 13              |
| Rep. Ceca   | Karolína Plíšková          | 15      | 14              |
| Italia      | Flavia Pennetta            | 16      | 15              |
| Stati Uniti | Madison Keys               | 18      | 16              |
| Rep. Ceca   | Barbora Záhlavová-Strýcová | 20      | 17              |
| Serbia      | Jelena Janković            | 21      | 18              |
| Spagna      | Garbiñe Muguruza           | 22      | 19              |
| Francia     | Alizé Cornet               | 24      | 20              |
| Australia   | Samantha Stosur            | 25      | 21              |
| Russia      | Svetlana Kuznecova         | 26      | 22              |
| Ucraina     | Elina Svitolina            | 27      | 23              |
| Germania    | Sabine Lisicki             | 28      | 24              |
| Francia     | Caroline Garcia            | 29      | 25              |
| Stati Uniti | Varvara Lepchenko          | 30      | 26              |
| Svizzera    | Timea Bacsinszky           | 31      | 27              |
| Kazakistan  | Zarina Dijas               | 32      | 28              |
| Italia      | Camila Giorgi              | 33      | 29              |
| Stati Uniti | Coco Vandeweghe            | 36      | 30              |
| Svizzera    | Belinda Bencic             | 37      | 31              |
| Bielorussia | Viktoryja Azaranka         | 38      | 32              |

* Ranking al 02 marzo 2015.

### Altre partecipanti
Le seguenti giocatrici hanno ricevuto una wild-card per il tabellone principale:
- Louisa Chirico
- Irina Falconi
- Nicole Gibbs
- Bethanie Mattek-Sands
- Grace Min
- Taylor Townsend
- Sachia Vickery
- Serena Williams

Le seguenti giocatrici sono entrate nel tabellone principale passando dalle qualificazioni:

- Polona Hercog
- Zhu Lin
- Lesia Tsurenko
- Ons Jabeur
- Lara Arruabarrena
- Alison Van Uytvanck
- Evgenija Rodina
- Lucie Hradecká
- Yulia Putintseva
- Kateryna Kozlova
- Sesil Karatančeva
- Dar'ja Gavrilova

## Campioni

### Singolare maschile
Novak Đoković ha sconfitto in finale  Roger Federer per 6-3, 6(5)–7, 6-2.
- È il cinquantesimo titolo in carriera per Đoković, il secondo del 2015.

### Singolare femminile
Simona Halep ha sconfitto in finale  Jelena Janković per 2-6, 7-5, 6-4.
- È l'undicesimo titolo in carriera per la Halep, il terzo del 2015.

### Doppio maschile
Vasek Pospisil /  Jack Sock hanno sconfitto in finale  Simone Bolelli /  Fabio Fognini per 6-4, 6(3)–7, [10-7].

### Doppio femminile
Martina Hingis /  Sania Mirza hanno sconfitto in finale  Ekaterina Makarova /  Elena Vesnina per 6-3, 6-4.